# Hadley Centre for Climate Prediction and Research
Centre Hadley pour la recherche et la prévision climatique
Le Hadley Centre for Climate Prediction and Research (en français : « Centre Hadley pour la recherche et la prévision climatique ») est un centre de recherche climatique du Royaume-Uni qui fait partie du Met Office. Le Centre Hadley s'intéresse aux questions scientifiques liées aux changements climatiques. Il fournit des éléments de compréhension pour les questions climatiques de niveau mondial, et une focalisation sur les questions du climat intéressant le Royaume-Uni.

## Histoire
Il est fondé en 1990, après l'approbation de la Première ministre du Royaume-Uni de l'époque, Margaret Thatcher. Il sera nommé en l'honneur de George Hadley.

## Travaux scientifique

### Objectifs
Le Hadley Center s'est donné les objectifs suivants :
- Comprendre les processus physiques, chimiques et biologiques en cours dans le système climatique et élaborer des modèles informatiques du climat qui les représentent ;
- Exploiter des modèles informatiques pour simuler les différences entre les climats régionaux et mondiaux, pour observer les changements au cours des 100 dernières années, et pour prévoir les changements au cours des 100 prochaines années ;
- Surveiller la variabilité climatique et ses évolutions à l'échelle mondiale et à l'échelle national ;
- Attribuer les changements climatiques récents à des facteurs spécifiques.

### Données
Le Hadley Center entretient plusieurs séries de données, répondant aux objectifs cités.
La série Hadley Center Central England Temperature (température de l'Angleterre centrale), usuellement abrégée HadCET. Elle est la plus longue série d'enregistrement des températures à travers le monde, puisque les premières données remontent à 1659. Elle est représentative de la température moyenne d'une zone délimitée par Bristol, Lancashire et Londres.
La série Hadley Center Combined land and ocean analysis of surface temperature (combinaison de l'analyse des températures de surface des océans et des terres), usuellement abrégé HadCRUT3. Elle est développée en association avec le Climat Research Unit de l'université d'East Anglia Elle est représentatif de la température moyenne du globe depuis 1850. Avec la série de température de la NASA et celle de la NOAA, elles forment les trois références pour la mesure des températures globales.
Pour le reste, les principales données du Hadley Center sont listées ici .